# Щербов-Нефедович, Павел Осипович
Щербов-Нефедович, Павел Осипович (15 февраля 1847 —осень 1918, период "красного террора") — генерал от инфантерии, заслуженный ординарный профессор (с 18.05.1893) и почётный член Конференции  (с 09.10.1895) Николаевской академии Генерального штаба, член Военного совета (30.01.1907-после 3.01.1917).

## Биография

### Образование
- 2-й Московский кадетский корпус (1863)
- 3-е военное Александровское училище (1865, 1-й в выпуске, с занесением имени на мраморную доску училища)
- Михайловское артиллерийское училище (1866), (выпущен в 26-ю артиллерийскую бригаду),
- Николаевская академия Генерального штаба (1874, 1-й разряд).

### Чины
- Вступил в службу (27.08.1863),
- Подпоручик (ст. 8.08.1866),
- Поручик (ст. 23.10.1868),
- Подпоручик гвардии (ст. 23.05.1869),
- Поручик гвардии (ст. 30.08.1870),
- Штабс-капитан гвардии (ст. 8.04.1873),
- Капитан Генерального штаба (ст. 13.06.1876),
- Подполковник (ст. 30.08.1876),
- Полковник (ст. 30.08.1879),
- Генерал-майор (ст. 30.08.1889),
- Генерал-лейтенант (ст. 6.12.1897),
- Генерал от инфантерии (ст. 6.12.1906).

### Прохождение службы
- в лейб-гвардии 2-й артиллерийской бригаде (1869),
- для занятий при Главном штабе (8.04.-13.06.1876),
- делопроизводитель канцелярии Военно-ученого комитета (13.06.-4.11.1976),
- для особых поручений при штабе 10-го армейского корпуса (4.11.1876-25.04.1878),
- для поручений при штабе Одесского военного округа (25.04.-10.06.1878),
- делопроизводитель канцелярии Военно-ученого комитета Главного штаба (10.06.1878-1.01.1881),
- адъюнкт-профессор Николаевской академии Генерального штаба (10.10.1879-23.05.1882),
- старший делопроизводитель канцелярии Военно-ученого комитета (1.01.1881-20.02.1884),
- отбывал цензовое командование батальоном в лейб-гвардии Егерском полку (20.02.1884-21.02.1885),
- старший делопроизводитель канцелярии Военно-ученого комитета (21.02.1885-30.08.1889),
- профессор Николаевской академии Генерального штаба (23.05.1882-21.09.1894),
- ординарный профессор Николаевской академии Генерального штаба (7.08.1890),
- заслуженный ординарный профессор Николаевской академии Генерального штаба (18.05.1893),
- помощник начальника канцелярии Военного министерства (22.01.1890-5.05.1892),
- командир бригады 15-й пехотной дивизии (5.05.-8.09.1892),
- помощник начальника канцелярии Военного министерства (8.09.1892-21.01.1897),
- почетный член конференции Николаевской академии Генерального штаба (9.10.1895),
- начальник Главного управления казачьих войск (21.01.1897-30.01.1907),
- член Военного совета (30.01.1907-после 3.01.1917).

Числился по ген. штабу. По одним известиям расстрелян в Петрограде осенью 1918 вместе со своими тремя сыновьями после объявления красного террора. По другим умер в Петрограде 09.01.1918 (в пользу чего косвенно свидетельствует отсутствие Щ.-Н. среди уволенных весной 1918 членов Военного Совета).

## Семья
Из дворян. Сыновья
- Георгий (1886—1918), подполковник[1] или полковник[2];
- Владимир (1896—1918) — капитан лейб-гвардии 1-й артиллерийской бригады[2]
- Павел (1882—1918) — коллежский советник[2] (пра

## Награды
- Ордена Св. Станислава 3-й ст. (1869);
- Св. Владимира 4-й ст. (1882);
- Св. Станислава 2-й ст. (1885);
- Св. Анны 2-й ст. (1888);
- Св. Владимира 3-й ст. (1892);
- Св. Станислава 1-й ст. (1894);
- Св. Анны 1-й ст. (1896);
- Св. Владимира 2-й ст. (1901);
- Белого Орла (1903),
- Св. Александра Невского (1906, бриллиантовые знаки — 06.12.1910),
- Св. Владимира 1-й ст. (ВП 22.03.1915; с 01.01.1915)
- Высочайшая благодарность (ВП 08.08.1916; «за отлично-усердную 50-летнюю службу в офицерских чинах»)

### Иностранные ордена
- Бухарские Восходящей Звезды 1-й ст. (1893) и 2-й ст. с бриллиантами (1900);
- Австрийский Франца-Иосифа 1-го кл. (1897);
- Прусский Короны 1-го кл. (1897);
- Французский Почетного Легиона командорского креста (1897).

## Прочие сведения
Почётный казак станиц: Слепцовская (ТКВ), Верхне-Чирская, Великокняжеская, Аннинская, Иловлинская (ДКВ), Лебяжинская, Дурновская, Грачевская, Михайловская, Черноярская, Красноярская, Кзачебуровская, Копановская, Косинская, Сероглазовская, Александроневская и Саратовская (Астраханского КВ), Оренбургская, Кизильска, Кундравская, Нижнеувельская, Коельская, Кардаиловская и Верхнеуральская (ОКВ). Принимал участие в военно-статистических трудах Военно-ученого комитета Главного штаба.